# Babijn
Babijn is een wijk van Ayo in de regio Paradera van Aruba. Het ligt 3,5 kilometer van Oranjestad. De wijk is waarschijnlijk vernoemd naar de Fransman Rene Babin die er in 1779 woonde. In 1970 werd een steengroeve gebouwd in de buurt van Babijn.